# Peter Dollond

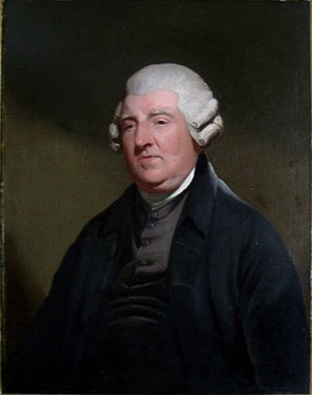
Peter Dollond

Peter Dollond (* 24. Februar 1730 in London, England; † 2. Juli 1820 bei Kensington, England) war ein englischer Optiker.

Visitenkarte Peter Dollonds

## Biografie
Peter Dollond arbeitete zusammen mit seinem ebenfalls als Optiker und Astronom tätigen Vater John Dollond an der Verbesserung von Fernrohren. Er leitete das Optische Institut gemeinsam mit seinem jüngeren Bruder John († 6. November 1804).
Peter Dollond verfasste u. a. die seinerzeit wichtige Schrift Account of the discovery of refracting telesopes (London, 1789).